# 官方美国PlayStation杂志
《官方美国PlayStation杂志》（Official U.S. PlayStation Magazine，常略称）是已休刊的电子游戏杂志月刊，原由Ziff Davis Media出版。其姊妹刊为《电子游戏月刊》。杂志只涉及PlayStation硬件、软件与文化，内容涵盖PlayStation、PlayStation 2、PlayStation 3及PlayStation Portable。杂志最出名的地方可能是每月内附，收录PlayStation游戏演示和视频的光碟。杂志1997年9月创刊，2007年1月休刊，发行历时近10年。
在《OPM》休刊后，独立PlayStation杂志《PlayStation：官方杂志》取代《OPM》成为官方杂志继续报道索尼游戏主机。